# Silver Lake (Ohio)
Silver Lake é uma vila localizada no estado norte-americano de Ohio, no Condado de Summit.

## Demografia
Segundo o censo norte-americano de 2000, a sua população era de 3019 habitantes.
Em 2006, foi estimada uma população de 3148, um aumento de 129 (4.3%).

## Geografia
De acordo com o United States Census Bureau tem uma área de
4,2 km², dos quais 3,7 km² cobertos por terra e 0,5 km² cobertos por água.

## Localidades na vizinhança
O diagrama seguinte representa as localidades num raio de 12 km ao redor de Silver Lake.